# David R. Morgan
David R. Morgan ( n. 1960) es un botánico estadounidense. Desarrolla actividades académicas en el Departamento de Biología, Universidad de West Georgia.

## Algunas publicaciones
- david r. Morgan, randi-lynn Korn, spencer l. Mugleston. 2009. Insights into reticulate evolution in Machaerantherinae (Asteraceae: Astereae): 5S ribosomal RNA spacer variation, estimating support for incongruence, and constructing reticulate phylogenies. Am. J. of Botany 96(5): 920–932

- -----------------------. 2003. nrDNA external transcribed spacer (ETS) sequence data, reticulate evolution, and the systematics of Machaeranthera (Asteraceae). Systematic Botany 28 : 179 – 190

- ------------------------, roland l. Hartman. 2003b. A synopsis of Machaeranthera (Asteraceae: Astereae), with recognition of segregate genera. Sida 20 : 1387 – 1416

- -----------------------. 1997a. Reticulate evolution in Machaeranthera (Asteraceae). Systematic Botany 22 : 599 – 615

- -----------------------. 1997b. Decay analysis of large sets of phylogenetic data. Taxon 46 : 509 – 517

- m.a. Lane, david r. Morgan, y. Suh, b.b. Simpson, r.k. Jansen. 1996. Relationships of North American genera of Astereae, based on chloroplast DNA restriction site data. En D. J. N. Hind, [ed.], Proc. of the International Compositae Conference, Kew, 1994; D. J. N. Hind, H. J. Beentje, G. V. Pope [eds.], vol. 1, Systematics, 49 – 77. Royal Botanic Gardens, Kew, UK

- david r. Morgan, douglas e. Soltis. 1993. Phylogenetic relationships among members of Saxifragaceae sensu lato based on rbcL sequence data. Ann. of the Missouri Botanical Garden 80 (3): 631-660

- ------------------------, b.b. Simpson. 1992. A systematic study of Machaeranthera (Asteraceae) and related groups using restriction site analysis of chloroplast DNA. Systematic Botany 17 : 511 – 531

### Libros
- La abreviatura «D.R.Morgan» se emplea para indicar a David R. Morgan como autoridad en la descripción y clasificación científica de los vegetales.[1]